# 札幌市立山鼻中学校
札幌市立山鼻中学校（さっぽろしりつ やまはなちゅうがっこう）は、北海道札幌市中央区南23条西13丁目にある公立中学校。

## 概要
1987年に北区あいの里に移転した北海道教育大学札幌分校（同じく北海道教育大学附属札幌中学校も所在）の跡地に建設された。札幌市中央図書館が近接している。藻岩山麓の住宅街にある。なお、生徒の出身小学校は、札幌市立伏見小学校、札幌市立山鼻南小学校、札幌市立幌南小学校である。

## 沿革
- 1991年 - 札幌市立伏見中学校と札幌市立柏中学校から移籍、開校
- 2000年 - 開校10周年記念公開授業、式典
- 2007年 - 北海道教育実践表彰受賞
- 2007年 - JICA国際協力エッセイコンテスト学校賞を2年連続で受賞（～2008年）
- 2008年 - 日本原子力文化振興財団『原子力の日』学校賞受賞

## 教育目標
未来を拓く心豊かな生徒の育成
- 豊かな情操を育む生徒（美しい心）
- 学ぶ意欲を育む生徒（豊かな知性）
- たくましい心身を育む生徒（たくましい身体）

標 『美しく 豊かに たくましく』

## 歴代校長
初代校長　畑 邦彦
第2代校長　平間 吉春
第3代校長　佐藤 功
第4代校長　根津 孝
第5代校長　原 一紘
第6代校長　横山 眞昭
第7代校長　鳥居 正年
第8代校長　町田 啓道
第9代校長　栗田 俊一
第10代校長　本間 玲
第11代校長　本間 仁
第12代校長　熊谷 誠二
（2021年9月05日現在）

## 著名な卒業生
- 伊勢鈴蘭（歌手、アイドル、アンジュルムメンバー）
- 稲場愛香（タレント、歌手、アイドル、元Juice=Juiceメンバー）
- 河村舞子（タレント）
- 佐藤彩（北海道放送アナウンサー）
- 堰八紗也佳（北海道放送アナウンサー）
- 浜崎綾（テレビプロデューサー、フジテレビジョン編成局制作センター第二制作室所属）